# NGC 4816
NGC 4816 é uma galáxia elíptica (E-S0) localizada na direcção da constelação de Coma Berenices. Possui uma declinação de +27° 44' 43" e uma ascensão recta de 12 horas, 56 minutos e 12,3 segundos.
A galáxia NGC 4816 foi descoberta em 11 de Abril de 1785 por William Herschel.